# 密序早熟禾
密序早熟禾（学名：Poa densa）为禾本科早熟禾属下的一个种。